# 1837
1837 (MDCCCXXXVII) a fost un an obișnuit al calendarului gregorian, care a început într-o zi de duminică.

## Evenimente

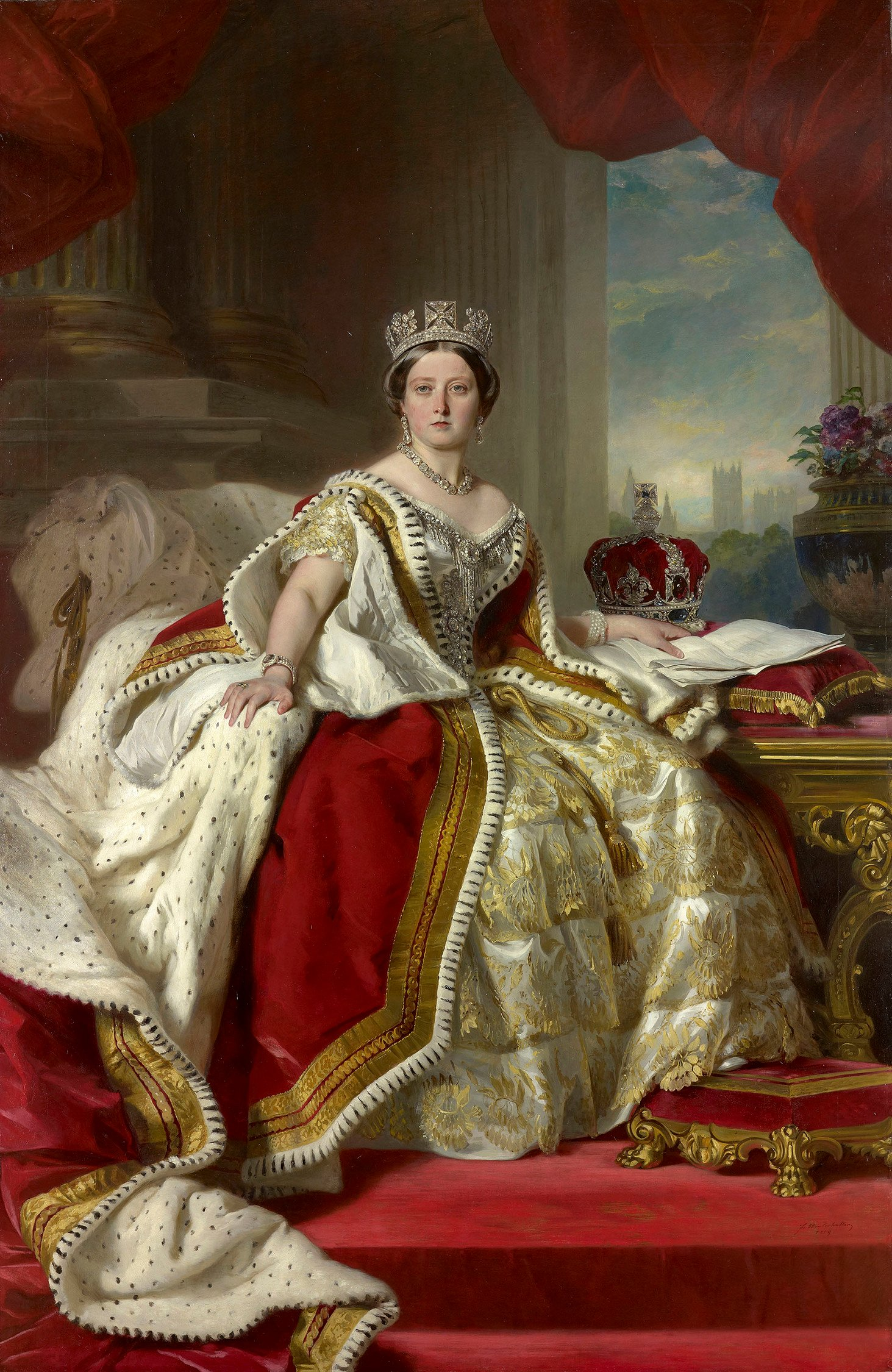
Începutul domniei reginei Victoria.

- 18 iunie: Noua Constituție ultra-liberală în Spania: crearea unei camere legislative suplimentare, introducerea unui sistem electoral cu caracter național și recunoașterea drepturilor individuale.
- 20 iunie: Începe domnia reginei Victoria a Angliei (până în 1901).

### Nedatate
- A fost descoperit de 4 țărani, pe dealul Istrița, în comuna Pietroasa, lângă Buzău, Tezaurul de la Pietroasa.
- Procter & Gamble Co. Important producător american de săpunuri, detergenți și alte produse. Compania a fost înființată de William C. Procter și James Gamble în Cincinnati, statul Ohio.

## Arte, știință, literatură și filozofie
- mai: Samuel Morse patentează telegraful.
- Honoré de Balzac scrie Iluzii pierdute.
- Frédéric Chopin scrie si publica cele doua nocturne, Op. 32 no. 1, respectiv no. 2

## Nașteri
- 2 ianuarie: Mili Balakirev, compozitor rus (d. 1910)
- 22 februarie: Prințesa Leopoldine de Baden, prințesa consort de Hohenlohe-Langenburg (d. 1903)
- 1 martie: Ion Creangă (n. Ion Ștefănescu), scriitor român (d. 1889)
- 18 martie: Grover Cleveland, al 22-lea și al 24-lea președinte al SUA (1885-1889 și 1993-1997), (d. 1908)
- 24 martie: Prințul Filip, Conte de Flandra (d. 1905)
- 5 aprilie: Algernon Charles Swinburne, poet englez (d. 1909)
- 8 mai: Prințul Albert al Prusiei (d. 1906)
- 9 mai: Adam Opel, inginer german, a fondat firma constructoare de automobile care-i poartă numele (d. 1895)
- 21 mai: Itagaki Taisuke, politician japonez (d. 1919)
- 22 iunie: Paul Morphy, jucător american de șah (d. 1884)
- 28 iunie: Petre P. Carp, publicist și om politic român, membru fondator al societății Junimea, liderul Partidului Conservator (1907-1913), prim-ministru al României (1900-1901 și 1911-1912), (d. 1919)
- 15 iulie: Stephanie de Hohenzollern-Sigmaringen (d. 1859)
- 18 iulie: Vasil Levski, revoluționar bulgar (d. 1873)
- 28 august: Francisc, Duce de Teck, tatăl reginei Mary de Teck (d. 1900)
- 12 septembrie: Ludovic al IV-lea, Mare Duce de Hesse, tatăl Țarinei Alexandra Feodorovna (d. 1892)
- 16 septembrie: Regele Pedro al V-lea al Portugaliei (d. 1861)
- 23 noiembrie: Johannes Diderik van der Waals, fizician olandez (d. 1923)
- 30 noiembrie: Alexandru A. Suțu, pionier al psihiatriei române (d. 1919)
- 24 decembrie: Sisi, împărăteasa Austriei (d. 1898)

## Decese
- 9 ianuarie: Martin von Hochmeister, 69 ani, primar al Sibiului (n. 1767)
- 1 februarie: Friedrich Franz I, Mare Duce de Mecklenburg-Schwerin, 80 ani (n. 1756)
- 7 februarie: Regele Gustav al IV-lea al Suediei, 58 ani (n. 1778)
- 10 februarie: Alexandr Pușkin, 37 ani, scriitor rus (n. 1799)
- 19 februarie: Georg Büchner (n. Karl Georg Büchner), 23 ani, scriitor german (n. 1813)
- 31 martie: John Constable, 60 ani, pictor englez (n. 1776)
- 30 aprilie: Luise Eleonore de Hohenlohe-Langenburg (n. Luise Eleonore), 73 ani, ducesă și regentă de Saxa-Meiningen (n. 1763)
- 20 mai: Prințul Frederic de Hesse, 89 ani, nepotul regelui George al II-lea al Marii Britanii (n. 1747)
- 14 iunie: Giacomo Leopardi (n. Giacomo Taldegardo Francesco di Sales Saverio Pietro Leopardi), 38 ani, scriitor italian (n. 1798)
- 20 iunie: Regele William al IV-lea al Angliei (n. William Henry), 71 ani (n. 1765)
- 5 octombrie: Hortense de Beauharnais (n. Hortense Eugénie Cécile Bonaparte), 54 ani, fiica vitregă a împăratului Napoleon I al Franței (n. 1783)
- 12 octombrie: Wilhelmine a Prusiei, 62 ani, soția regelui William I al Olandei (n. 1774)